# Arroyo de Cruz
Arroyo de Cruz är ett periodiskt vattendrag i Kuba.   Det ligger i provinsen Provincia de Pinar del Río, i den västra delen av landet, 120 km sydväst om huvudstaden Havanna.